# Hulsea
Hulsea là một chi thực vật có hoa trong họ Cúc (Asteraceae).

## Loài
Chi Hulsea gồm các loài: